# Müller-Thurgau

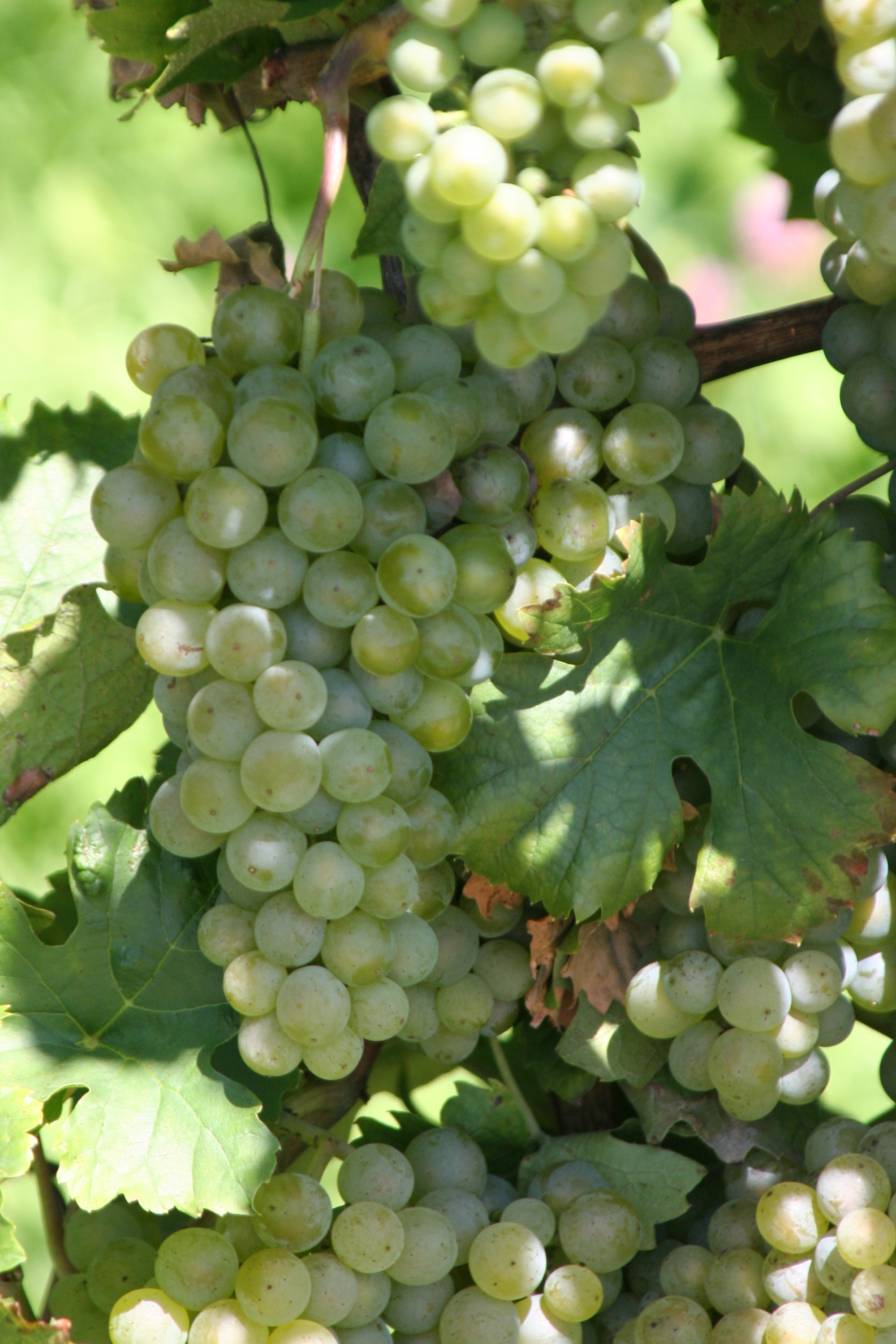

Müller-Thurgau är en grön druvsort (vindruva) av vinrankan Vitis vinifera som togs fram i Tyskland 1882 av Hermann Müller-Thurgau från schweiziska Thurgau i ett försök att förena de goda smakegenskaperna hos Riesling med den tidigare och mer pålitliga mognaden hos Silvaner, och kallas därför även för Rivaner. Druvsorten har dock senare, genom DNA-analyser, visat sig vara en korsning mellan Riesling och Madeleine Royale. Tidigare uppgifter om att det skulle röra sig om en korsning mellan Riesling och Chasselas/Gutedel som förekommit byggde på en felidentifiering.
Eftersom druvsorten ger en pålitlig hög produktion oavsett i vilka vingårdslägen den planterades kom den successivt att bli alltmer populär i Tyskland, särskilt efter andra världskriget när mycket av Tysklands vinproduktion kom att inriktas mot volym snarare än kvalitet. Skördeuttag på upp till 200 hektoliter per hektar (hl/ha) var vanligt. I slutet av 1960-talet gick den om såväl Riesling som Silvaner som mest odlade druvsort, för att 1975 odlas på 27,5% av arealen i Tyskland. Eftersom Müller-Thurgau aldrig har ansetts ge viner av karaktär eller hög kvalitet kom den från 1990-talet allt mer i vanrykte[källa behövs] och har minskat raskt i de tyska vingårdarna, år 1990 odlades den på 24,2% av arealen, år 2000 på 19,1% och år 2005 14,1%. Sedan 1996 ligger den på andra plats efter Riesling i Tyskland totalt.
Eftersom viner gjorda på Müller-Thurgau länge kom att ge tyska viner generellt, och delvis även rieslingviner, dåligt rykte är druvsorten inte väl sedd av kvalitetsmedvetna tyska vinproducenter och rieslingfantaster världen över.[källa behövs] Trots att druvsorten fortfarande är Tysklands näst mest odlade finns det knappast en enda topproducent eller ens medelgod producent av Riesling som alls befattar sig med Müller-Thurgau, även om dessa odlar flera andra druvsorter vid sidan av Riesling.[källa behövs]
I Tyskland har Rivaner kommit att bli en vanlig druvsortsangivelse för torra vita viner av Müller-Thurgau. I övrigt används Müller-Thurgau flitigt i tyska viner som säljs utan att ange druvsort, såsom Liebfraumilch, ett halvtorrt vitt vin från regionerna Nahe, Pfalz, Rheingau och Rheinhessen, och enklare former av Sekt.
Müller-Thurgau odlas även i flera andra länder, bland annat Luxemburg, Schweiz och norra Italien, och sorten var tidigare också vanlig på Nya Zeeland. Eftersom Müller-Thurgau kan mogna även i relativt kallt klimat odlas den även i England och har nämnts som möjlig att odla i Sverige, där den är tillåten för kommersiell odling.